# Åse Hiorth Lervik
Åse Hiorth Lervik, född 2 juni 1933 i Oslo, död 3 november 1997, var en norsk litteraturvetare.
Lervik blev filologie kandidat 1961 och filosofie doktor 1971 på avhandlingen Ibsens verskunst i Brand. År 1972 utnämndes hon till professor i nordisk litteratur vid Tromsø universitet. Hon blev då universitetets första kvinnliga professor.
Lervik publicerade bland annat Ideal og virkelighet. Ekteskapet som motiv hos Jonas Lie (1965), Elementær verslære (1972, ny utgåva 1978) och Menneske og miljø i Cora Sandels diktning (1977), samt några smärre böcker och artiklar om kvinnolitteratur och kvinnliga författare. Hon var knuten till tidskriften Edda, där hon blev redaktionssekreterare 1962 och var redaktör från 1972 till 1985 (första året jämte Edvard Beyer).
Senter for kvinne- og kjønnsforskning vid Universitetet i Tromsø delar sedan 1996 ut Åse Hiorth Lerviks pris för bästa masteruppsats med genusvetenskaplig anknytning.

### Fotnoter
1. 1 2  Losleben, Katrin. ”Åse Hiorth Lerviks priser”. Universitetet i Tromsø – Norges arktiske universitet. https://uit.no/tavla/artikkel/571648/ase_hiorth_lerviks_priser?p_document_id=571648. Läst 25 mars 2019.